# Mastino Napoletano
Der Mastino Napoletano ist eine von der FCI, dem größten kynologischen Dachverband, anerkannte italienische Hunderasse (FCI-Gruppe 2, Sektion 2.1, Standard Nr. 197).

## Herkunft und Geschichtliches
Man nimmt an, dass der Mastino Napoletano ein direkter Nachfahre der römischen Kriegshunde, der Molosser, ist. Diese Hunde wurden sowohl bei Feldzügen eingesetzt als auch für Kämpfe gegen Menschen und wilde Tiere in der Zirkusarena. Die Bedeutung von Kriegshunden schwand im Laufe der Jahrhunderte. So wurde der Mastino Napoletano zum Wach- und Schutzhund der Gehöfte im südlichen Italien. 1947 begann die systematische Zucht der Rasse.

## Beschreibung
Der Mastino Napoletano ist ein schwerer, massiger, stämmiger und großer Hund, dessen Körperlänge die Widerristhöhe (bis 75 cm bei 70 kg) übertrifft. Das Haar ist kurz, rau, hart und dicht. Die bevorzugten Farben sind: grau, bleigrau, schwarz, aber auch braun, falbfarben und intensiv falbfarben (hirschrot).
Der Kopf ist groß und massig, am Jochbeinbogen breiter Schädel; die Kopflänge erreicht ungefähr 3/10 der Widerristhöhe. Die reichlich vorhandene Haut bildet Runzeln und Falten. Die Haut ist am ganzen Körper dick, reichlich und locker. Im Verhältnis zur Größe des Hundes sind die Ohren klein, von dreieckiger Form, platt und an den Wangen anliegend.

## Probleme
Haltung und Zucht dieser Hunde erfolgte lange unter kargen Verhältnissen, so dass die Rasse noch mit züchterischen Problemen behaftet ist (Wesen und Gesundheit). Generell gehört diese Rasse nur in die Hände erfahrener Hundehalter.

## Rechtslage
In Deutschland ist die Rasse in einigen Bundesländern in den Rasselisten der jeweiligen Hundegesetze aufgeführt.
In Österreich steht der Mastino Napoletano in zwei von drei listenführenden Bundesländern (Wien und Vorarlberg) auf der Rasseliste. Je nach Bundesland ist ein „Hundeführerschein“ (Wien) oder eine Sondergenehmigung des Bürgermeisters (Vorarlberg) zur Haltung erforderlich.
In der Schweiz führen sechs der dreizehn Kantone mit Rasselisten den Mastino Napoletano auf ihren Listen, die Haltung ist in diesen Kantonen bewilligungspflichtig. In den Kantonen Genf und Wallis sind Haltung, Zucht und Einfuhr verboten.

## Sonstiges
In den Harry-Potter-Filmen wurde für die Darstellung von Fang, dem Hund des Wildhüters Hagrid, ein Mastino Napoletano ausgewählt.
Im französischen Film Der Hund bleibt aus dem Jahr 2019 spielt ein Hund dieser Rasse die namensgebende Rolle.